# Іст-Гем (станція метро)
51°32′20″ пн. ш. 0°03′06″ сх. д. / 51.539° пн. ш. 0.0516° сх. д.
Іст-Гем (англ. East Ham) — станція Лондонського метрополітену ліній Дистрикт та Гаммерсміт-енд-Сіті. Станція знаходиться у районі Іст-Гем, боро Ньюгем, Великий Лондон, на межі 3-ї та 4-ї тарифних зон, між метростанціями Баркінг та Аптон-парк. В 2017 році пасажирообіг станції — 14.70 млн пасажирів
Конструкція станції — наземна відкрита з двома прямими береговими платформами

## Історія
- 31. березня 1858 — відкриття станції у складі London, Tilbury and Southend Railway (LT&SR)
- 2. червня 1902 — відкриття трафіку лінії Дистрикт[4]
- 30. березня 1936 — відкриття трафіку лінії Метрополітен (з 1988, на цій дільниці Гаммерсміт-енд-Сіті)
- 1962 — закриття товарної станції

## Пересадки
- На автобуси London Buses маршрутів 101, 104, 147, 238, 300, 325, 376, 474.

## Послуги
| Попередня станція | Лінія                           | Лінія                                      | Лінія | Наступна станція |
| ----------------- | ------------------------------- | ------------------------------------------ | ----- | ---------------- |
| Аптон-парк        |                                 | Лондонське метро Лінія Гаммерсміт-енд-Сіті |       | Баркінг          |
| Аптон-парк        | Лондонське метро Лінія Дистрикт |                                            |       | Баркінг          |